# Ropień podśluzówkowy
Ropień podśluzówkowy (łac. abscessus submocosus, ang. submucosal abscess) – proces zapalny toczący się w tkankach okołowierzchołkowych zęba. Ropień podśluzówkowy stanowi zejście ropnia podokostnowego i jest ostatnią fazą ostrego ropnego zapalenia tkanek okołowierchołkowych. Powstaje w przypadku, gdy wysięk ropny przebija się przez tkankę kostną, a następnie okostną szczęki bądź też żuchwy, by wreszcie sperforować błonę śluzową jamy ustnej.

## Objawy
Przebicie się ropnia pod błonę śluzową objawia się znacznym zmniejszaniem się objawów bólowych, co związane jest z przedostaniem się wysięku do luźnej tkanki łącznej. Zwiększa się natomiast obrzęk tkanek miękkich twarzy, mogą nadal występować objawy ogólne – gorączka, dreszcze, osłabienie. Obfite tworzenie się wysięku skutkuje obrzękiem policzka, warg, okolicy podoczodołowej lub dna jamy ustnej. Przebicie ropnia następuje w miejscu najmniejszego oporu i zależy od grubości blaszki kostnej oraz okolicznych tkanek miękkich.
Jeśli ząb przyczynowy znajduje się w szczęce, wówczas ropień przebija się do przedsionka jamy ustnej, zatoki szczękowej, do jamy nosowej i przez policzek tworząc przetokę na powłoki zewnętrzne ciała. Ropień na podniebieniu przyjmuje wyłącznie postać ropnia podokostnowego, gdyż nie występuje tu warstwa podśluzowa błony śluzowej.
Natomiast w obrębie żuchwy przebicie ropnia następuje do przedsionka jamy ustnej, w jamie ustnej właściwej, na dnie jamy ustnej, oraz przez policzek i brodę na zewnątrz. Drugi i trzeci trzonowiec żuchwy są najczęściej przyczyną ropni przestrzeni podżuchwowej, gdyż korzenie tych zębów leżą poniżej przyczepu mięśnia żuchwowo-gnykowego.

## Diagnostyka
Opiera się na wywiadzie lekarskim i badaniu zewnątrz- i wewnątrzustnym. Widoczny jest obrzęk twarzy, często pacjent z trudem otwiera oko. W badaniu przedmiotowym obserwować można dodatni objaw Owińskiego oraz – w przypadkach, w których zewnętrzna blaszka wyrostka zębodołowego uległa zniszczeniu – objaw Smrekera.
W rzucie korzenia zęba przyczynowego występuje zwykle rozległe wygórowanie, czasem obserwowana jest również przetoka. Ząb przyczynowy jest zwykle rozchwiany, czasem także wysadzony z zębodołu.
W badaniu palpacyjnym stwierdzić można, że okoliczne węzły chłonne są powiększone i tkliwe.
Badania laboratoryjne krwi mogą wskazywać podwyższony Odczyn Biernackiego oraz zwiększone stężenie białka CRP.

## Leczenie
Trepanacja komory zęba oraz nacięcie ropnia w znieczuleniu miejscowym skutkują ewakuacją treści ropnej. Obligatoryjne jest zlecenie pacjentowi antybiotyku w odpowiedniej dawce oraz podjęcie antyseptycznego leczenia endodontycznego zęba przyczynowego.
W przypadku mechanicznych przeszkód w leczeniu endodontycznym konieczne może być leczenie chirurgiczne – ekstrakcja lub resekcja wierzchołka korzenia.

## Powikłania
W przebiegu ropnia podśluzówkowego potencjalnie możliwe jest wystąpienie wszystkich powikłań zapalenia tkanek okołowierzchołkowych. 